# Route nationale 412
Pour les articles homonymes, voir Route 412.
La route nationale 412, ou RN 412, est une ancienne route nationale française reliant Woippy à Thionville, via Rombas et Florange.
À la suite de la réforme de 1972, son parcours a été repris par la RN 52 entre Woippy et Florange et la RN 53 entre Florange et Thionville.

## Tracé
- Woippy (km 0)
- Semécourt (km 4)
- Maizières-lès-Metz (km 6)
- Rombas (km 12)
- Fameck (km 18)
- Florange (km 21)
- Terville (km 25)
- Thionville (km 28)